# Sven Andersson (Politiker)

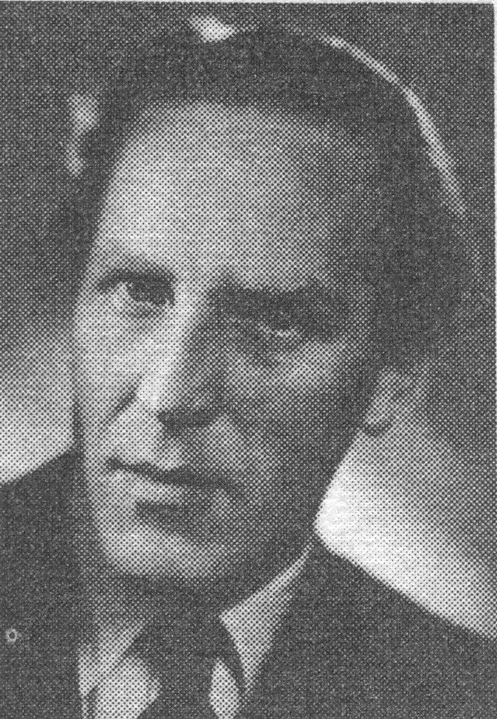
Sven Andersson (1964) – schwedischer Sozialdemokrat und Minister

Sven Olof Morgan Andersson (* 5. April 1910 in Göteborg; † 21. September 1987 in Stockholm) war ein schwedischer Politiker.

## Biografie
Andersson wurde bereits früh politisch aktiv und war zunächst von 1929 bis 1932 Präsident des Sozialdemokratischen Jugendbundes (Sveriges socialdemokratiska ungdomsförbund) im Bezirk Göteborg. Zwischen 1934 und 1940 war er Mitglied des Nationalkomitees der SSU. 1940 wurde er als Kandidat der Sveriges socialdemokratiska arbetareparti (SAP) erstmals zum Abgeordneten des Reichstages gewählt, dem er zunächst bis 1944 angehörte.
Nach dem Zweiten Weltkrieg war er von 1945 bis 1948 Generalsekretär der SAP und damit einer der engsten Mitarbeiter der damaligen Parteivorsitzenden Per Albin Hansson und Tage Erlander. Nachdem er 1948 erneut zum Abgeordneten des Reichstages gewählt, in dem er bis 1976 Vertreter der SAP war, berief ihn Ministerpräsident Erlander zunächst zum Minister ohne Geschäftsbereich.
Nach einer Regierungsumbildung war er zwischen 1951 und 1957 Kommunikationsminister. Während dieser Zeit leitete er ein Programm zur Neuorganisation der Staatlichen Eisenbahn (Statens Järnvägar) sowie den Start eines landesweiten Fernsehprogramms des Radiodienstes (Radiotjänst) ein. Dabei wurde 1955 das Senderportfolio um den zweiten Radiosender P2 erstmals erweitert. 1956 begann man mit der Ausstrahlung von Fernsehprogrammen. 1957 wurde das Unternehmen in Sveriges Radio umbenannt. Schließlich führte er die Erweiterung der Energieerzeugung durch Wasserkraftwerke durch.
1957 ernannte ihn Erlander zum Verteidigungsminister. Dieses Amt behielt er auch unter dessen Nachfolger Olof Palme. Im Rahmen einer weiteren Kabinettsumbildung berief ihn Palme schließlich 1973 zum Außenminister in seine bis 1976 amtierende Regierung. Andersson, ein Verfechter der schwedischen Neutralitätspolitik, war sowohl als Verteidigungs- als auch als Außenminister ein starker Kritiker des Vietnamkrieges der USA. Später war er Vorsitzender einer von Palme eingesetzten Kommission zur Untersuchung der Verletzung schwedischen Hoheitsgewässer durch unbekannte Unterseeboote. Die Kommission kam zu dem Ergebnis, dass es sich dabei um U-Boote der UdSSR handelte.